# دانشگاه الحسین بن طلال
دانشگاه الحسین بن طلال (به عربی: جامعة الحسین بن طلال) یک دانشگاه در اردن است که در معان واقع شده‌است.